# Peleteria kolomyetzi
Peleteria kolomyetzi är en tvåvingeart som beskrevs av Zimin 1965. Peleteria kolomyetzi ingår i släktet Peleteria och familjen parasitflugor. Inga underarter finns listade i Catalogue of Life.